# Rubrizierung
Die Rubrizierung (von lat. rubricare „rotfärben, mit Rubriken versehen“) ist das System der farbigen Gliederungs-, Ordnungs- und einfachen Schmuckelemente, das als ein Arbeitsgang sehr umfänglich bei der Herstellung mittelalterlicher Handschriften eingetragen wurde (siehe auch Layout). Diese Praxis gab es schon im alten Ägypten, wofür der Papyrus Ebers als ein bekanntes Beispiel gilt.

## Rubrizierung im Mittelalter

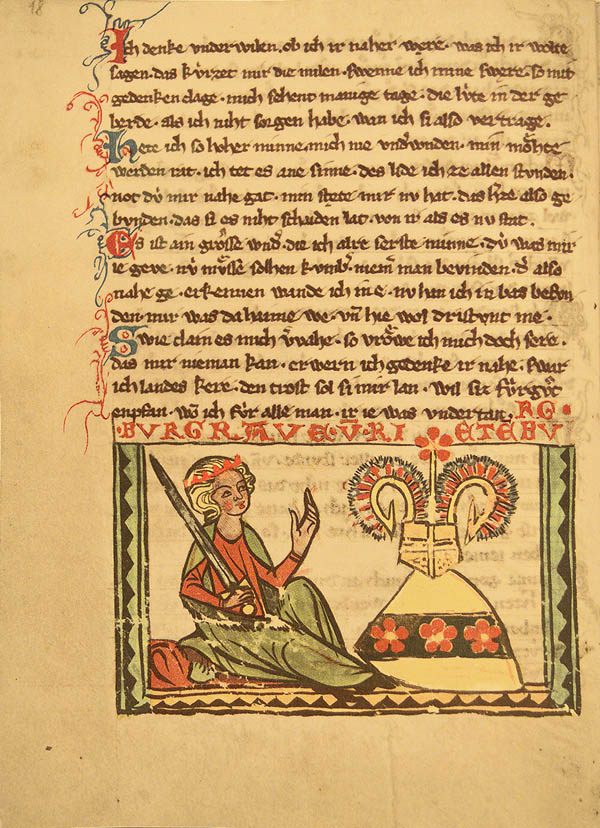
Beispiel für Rubrizierungen verschiedener Elemente einer Seite der Weingartner Liederhandschrift (14. Jahrhundert).

In mittelalterlichen Handschriften wurden durch Rubrizierung besondere Textstellen hervorgehoben. Das waren beispielsweise Werktitel, Überschriften, Initien, Anfangsbuchstaben (Initialen), Absatzmarkierungen durch kleine Zeichen (Alineazeichen), Nummerierungen (z. B. von Kanones oder Paragraphen), Anweisungen für liturgische Handlungen oder Schlussformulierungen.
Für die Rubrizierung wurde überwiegend eine Tinte verwendet, die aus Mennige oder zerriebenem Zinnober (minium) in Wasser unter Zusatz von Eiweiß oder Eigelb angesetzt wurde. Dieses rote Pigment wurde entweder aus natürlichen Vorkommen oder in einem Herstellungsprozess (erstmals in der Mappae Clavicula erwähnt) gewonnen.
Der mit der Rubrizierung beschäftigte Schreiber, der Rubrikator, übernahm nicht nur die Einfügung roter Textelemente in die bereits geschriebene Handschrift, sondern korrigierte bei Bedarf auch die von den Skriptoren vor ihm gefertigten Textabschnitte. Die Einbringung sehr dekorativer Initialen in den Handschriften und Frühdrucken war hingegen Aufgabe der Illuminatoren.
Neben der häufigen Auszeichnung mit roten Pigmenten kommen auch solche mit blauen (lazurium) und grünen Pigmenten vor. Rote und blaue Anfangsbuchstaben treten (oft im Wechsel) seit dem 13. Jahrhundert häufiger auf.

## Rubrizierung im Druckzeitalter

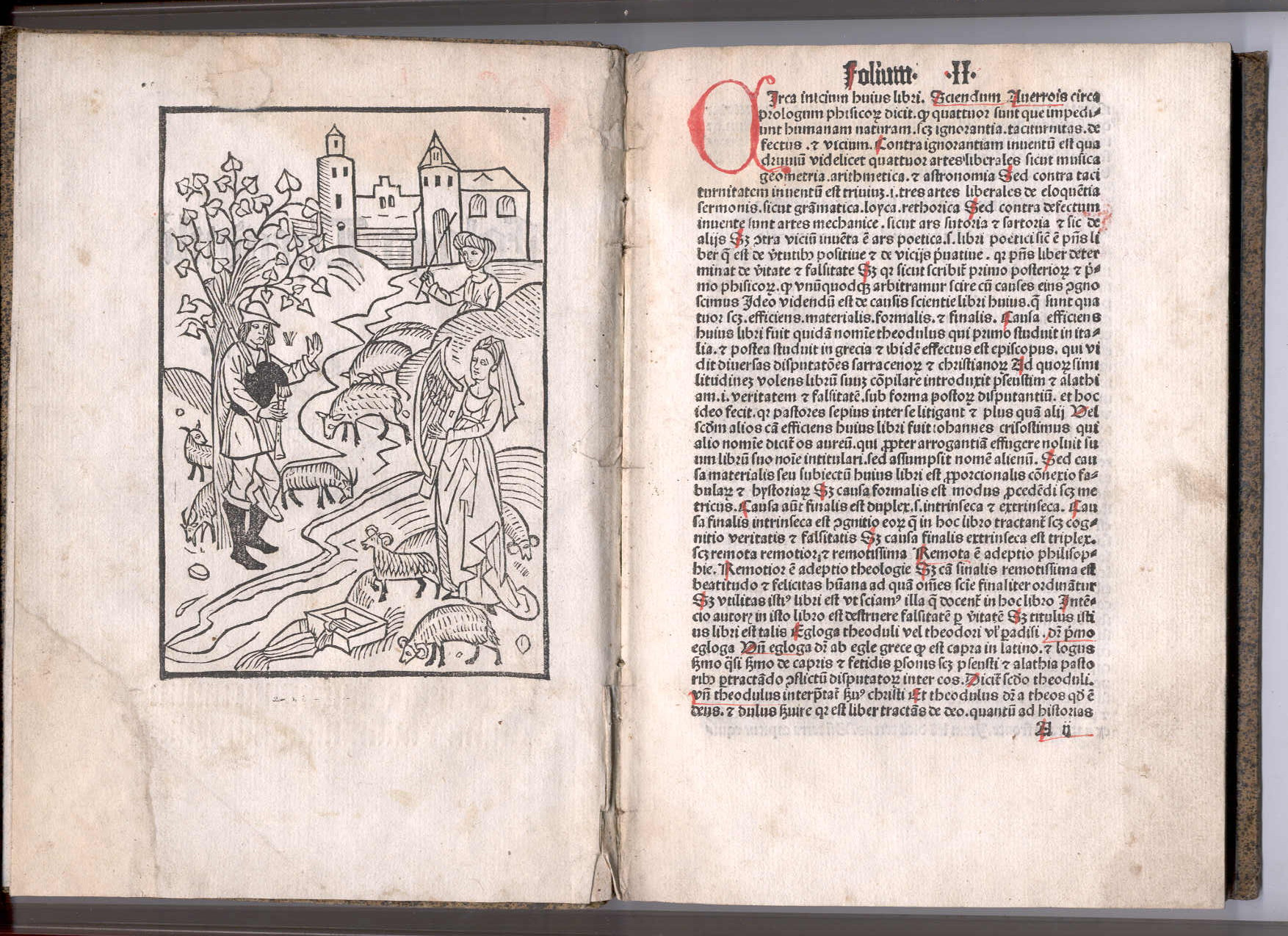
Beispiel für einen rubrizierten Anfangsbuchstaben und weitere manuelle Rubrizierungen in einem Frühdruck, der Ecloga Theoduli, gedruckt von Konrad Kachelofen 1492 in Leipzig.

Nach anfänglichen Erfolgen mit dem Druck von roten Schriftsatzelementen verschwand die Tradition der farbigen Rubriken, weil sie drucktechnisch zu aufwendig waren. Von Hand eingefügte Rubrizierungen sind in Frühdrucken noch verbreitet gewesen. Innerhalb einer Übergangsperiode arbeiteten Schriftsetzer, Drucker, Skriptoren, Rubrikatoren und Illuminatoren gemeinsam an der Herstellung von Druckwerken, so beispielsweise um 1470 in der Offizin von Anton Koberger.